# Коњски кестен
Коњски кестен, или жир, или есцулус  (лат. Aésculus), је род биљака из породице Sapindaceae, од којих су многе врсте свеприсутне у парковима.

## Назив
Старо име рода Hippocastanum Mill., попут назива породице Hippocastanaceae A.Rich., nom. cons, коjoj се раније приписивао, у ствари, и значи, „коњски кестен” и „коњскокестенаст”. Назван је „коњски” како би се разликовали његови нејестиви плодови од јако сличних плодова правог (јестивог) кестена Castanea Tourn. Друга варијанта гласи да зрели плодови овог кестена по боји и сјају личе на кожу дората (коња).
Савремени назив рода - Аеsсulius - у старом Риму се користио за означавање једне врсте храста, односно Quercus esculus L. = Quercus robur Willd.
Српски назив „кестен” односи се на низ других биљака које су са биолошке тачке гледишта веома удаљене од коњског кестена.
- заправо кестен (Castanea) - из породице букви (Fagaceae)
- аустралијски кестен (Castanospermum) - из породице бобовa (Fabaceae).

## Ботанички опис
Листопадно дрво, до 25 м висине, или жбуње висине 1,5-5 м.
Листови су велики, сложени, 5—7-прстасти, наспрамни, са дугим петељкама, без лисних залистака. Образују густу круну.
Цвјетови су звонасти, до 2 cm у пречнику, двополни, неправилни, са косом равнином симетрије која пролази кроз четврти чашични листић. Цвасти су крупне, у облику усправних пирамидалних гроздова. Цветни покров је двојни; зелена чашица се састоји од 5 у основи сраслих чашичних листића; бјеличасти вјенчић са ружичастом основом састоји се од пет слободних латица, од којих је једна, која се налази између трећег и четвртог чашичног листића, врло мала, а понекад уопште и не постоји; прашника 7, влакна су им дугачка и савијена; тучак један, који се састоји од 3 гинецеума; сјеменик је горњи трогњезди, у сваком гњезду се налазе 2 сјемена заметка, од којих је један усмјерен нагоре, а други надоље; стубић је дуг. Цвјета у мају-јуну. Нектар цвјетова кестена садржи 65-75% сахарозе. Форма коњског кестена са дуплим цветовима не производи нектар.
Плодови - тродјелна бодљикава чаура, од којих свака садржи једну (ријетко двије или три) орашасте сјеменке (често се називају коњским кестеновима или једноставно кестеновима); ембрион је савијен, нема бјеланчевина.

## Распрострањеност и екологија
У природним условима, представници рода се налазе у јужној Европи, сјеверној Индији, источној Азији и Сјеверној Америци . Најбоље расте у умјереној клими на свјежем, растреситом, плодном и дубоком земљишту. Највећа разноликост врста коњског кестена је у Сјеверној Америци.
У преглацијалном периоду шумарци коњског кестена били су уобичајени у средњој Европи.
Око 15 врста је широко заступљено у култури (Европа, Сјеверна Америка, Кина, Јапан), у Русији - 13 врста.
Коњски кестен се појавио у Цариграду 1557. године, а у Беч је увезен 1588. године. Распрострањен је у парковима и баштама широм Европе.
У Русији, у засадима, стиже до Москве и Санкт Петербурга, гдје, међутим, не достиже велике величине; расте на југу Сибира, посебно у парковима Краснојарска.
Коњски кестен воли влагу и иловаста тла која садрже кречњак. Добро подноси градске услове, али у индустријским зонама страда од дима и гасова, а у многим областима од охридског минера. Расте споро, посебно првих десет година, интензивније у доби од десет до двадесет пет година. Почиње да доносе плодове за петнаест до двадесет пет година. Све врсте су добре медоносне биљке и веома су декоративне током цијеле вегетације.

## Размножавање
Размножава се сјеменом, којег сваке године  даје у изобиљу, и даје коренове изданке и изданке из пањева, али се може размножавати и резницама и ваздушним полегањем.

## Значај и примјена
Цвјетови, плодови и кора стабала и грана коњског кестена су токсични због садржаја танина, гликозида ескулина и сапонина есцина  , али су вредне сировине за фармацеутске производе. Ескулин смањује пропустљивост капилара, повећава антитромбичку активност крвног серума, повећава производњу антитромбина, побољшава доток крви у вене; раније се понекад користио умјесто коре хинина. Есцин смањује вискозитет крви. Због тога се препарати од кестена користе за лијечење васкуларних болести.
Од згњеченог сјемена припрема се посебан бурмут (прашак за удисање).
У народној медицини примењују се цвјетови, кора грана и кожа сјемена (не и бодљикава чаура у којој расту сјеменке). Сок, исцјеђен из свјежих цвјетова, примјењује се (унутар, орално) при проширењу вена на ногама и код проширених хемороида. Одвар коре гране примјењује се за купку код проширених хемороида. Алкохолна тинктура сувих цвјетова коњског кестена наноси се споља код артритичних и реуматских болова.
Познати су случајеви тешких тровања дјеце и домаћих животиња од поједених плодова коњског кестена.
Дивљи кестен се узгаја у парковима у топлим поднебљима због свог величанственог лишћа и прелијепих цвјетова.
Биљка је цјењена као рана медоносна биљка. Кестенов мед је жидак, прозрачан и обично безбојан; лако и брзо кристалише, понекад горчи . Један цвијет, под повољним условима, ослобађа до 1,7 мг нектара који садржи 65-75% сахарозе .

Опиљци и дрвена прашина који се појављују при преради коњског кестена могу изазвати дерматитис и алергијске реакције.
Коњски кестен се раније користио као сировина за ћумур у производњи барута.
Некада су књиговезци користили сушене плодове коњског кестене мљевене у брашно и помијешане са алумом да би направили посебан лијепак за везивање. Књиге повезане овим лијепком трајале су дуже од других.
Прах из плодова у стајаћој води изазива тровање рибе чиме су се користили рибокрадице.
- Дан-два прије кише, на листовима коњског кестена виде се „сузе“ - љепљиве капљице сока (народни знак).

## Врсте
Према бази података The Plant List, род укључује 23 важећа назива врста:

## Линкови
- Коњски кестен на веб страници УСДА НРЦС
- Коњски кестен ] у Енциклопедији украсног вртног биља